# Taki sam
Taki sam – pierwszy singel grupy Ira z jej dziesiątego albumu studyjnego X. Wydany 24 lutego 2012 roku przez wytwórnię płytową MyMusic Group. Do singla powstał teledysk zrealizowany przez Artura Gadowskiego.

## Lista utworów i formaty singla
Opracowano na podstawie materiału źródłowego.
- Singel cyfrowy

1. Taki sam – 3:15

## Notowania
| Lista        | Pozycja |
| ------------ | ------- |
| Poplista     | 3       |
| Eska Rock    | 1       |
| Radio Zachód | 1       |